# Niezijl
Niezijl (Gronings: Nijziel), vroeger Bomsterzijl (waarschijnlijk van 'bom'; mogelijk "laag, door water ingesloten stuk land") genoemd, is een dorp in de gemeente Westerkwartier in de Nederlandse provincie Groningen. Het dorp ligt tussen Grijpskerk en Zuidhorn aan de N355, de weg van Leeuwarden naar Groningen. Niezijl heeft 435 inwoners (1 januari 2023). Het dorp wordt doorsneden door twee kanalen, het Niezijlsterdiep en het Hoerediep, en heeft zes bruggen.
Het dorp behoorde aanvankelijk tot het Juursemakluft in het kerspel Grijpskerk. Het kreeg in 1651 een eigen kerk en vormde sindsdien een zelfstandig kerspel.
Niezijl moet niet verward worden met Nijezijl (Súdwest-Fryslân), Oosterniezijl (Het Hogeland) en Nya syl (een oude naam voor Tacozijl).

## Geschiedenis
De naam van Niezijl verwijst naar de nieuwe zijl (zijl = sluis). Oorspronkelijk lag iets ten westen van het huidige Niezijl een zeesluis, de Bomsterzijl. Pas in 1562 werd een nieuwe sluis gebouwd, die later Niezijl werd genoemd. Deze naam komt voor het eerst voor op Sibrandus Leo's kaart van de provincie Friesland uit 1579. Tegelijk met de bouw van de sluis werd het Niezijlsterdiep of Nyesloterdiep gegraven, waardoor de afwatering van het achterland verbeterde. 
In de Tachtigjarige Oorlog vormde de Bomsterschans bij Niezijl een tijdlang het enige steunpunt van de Staatsen in de provincie Groningen. Verschillende Spaanse pogingen om de schans te veroveren (onder andere vanuit Kommerzijl) mislukten, zie Beleg van Niezijl (1581).
Ten zuiden van het dorp, aan het Van Starkenborghkanaal staat een gerestaureerde poldermolen, de Zwakkenburgermolen.
Het dorp heeft tot 1996 een eigen school gehad (CBS De Sluis). Deze school werd in 1957 gesticht met drie klassen en werd in 1978 uitgebreid met een gemeenschapsruimte en een kleuterschool. Na een aantal jaar onder de wettelijke norm van 52 leerlingen te hebben voortbestaan, fuseerde de school in 1996 met CBS De Regenboog uit Grijpskerk.
Tot 2006 had Niezijl een eigen supermarkt, de SPAR van de familie Nauta sloot door een te lage omzet en de leeftijd van de eigenaren.

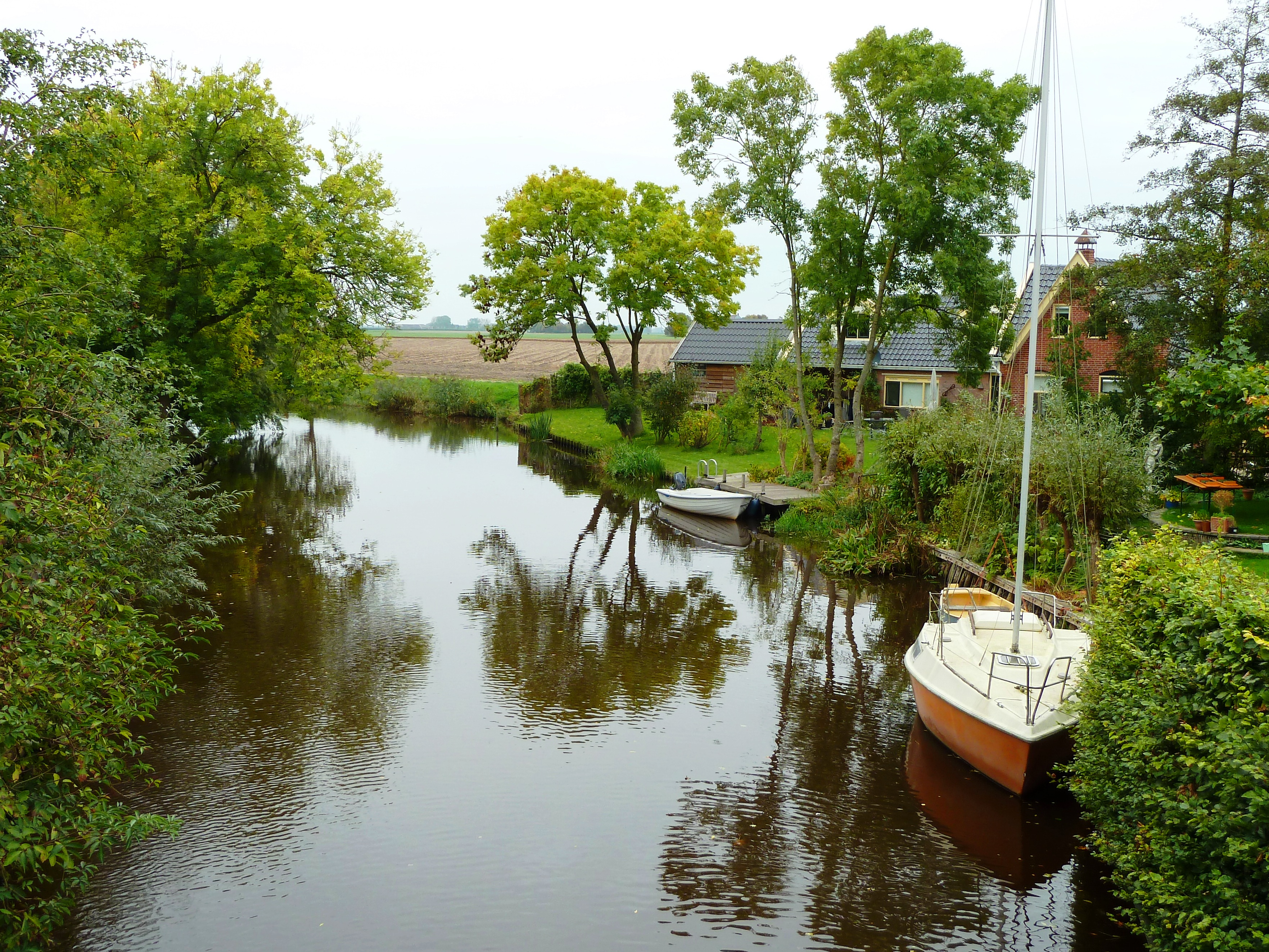
Kommerzijlsterdiep bij Niezijl
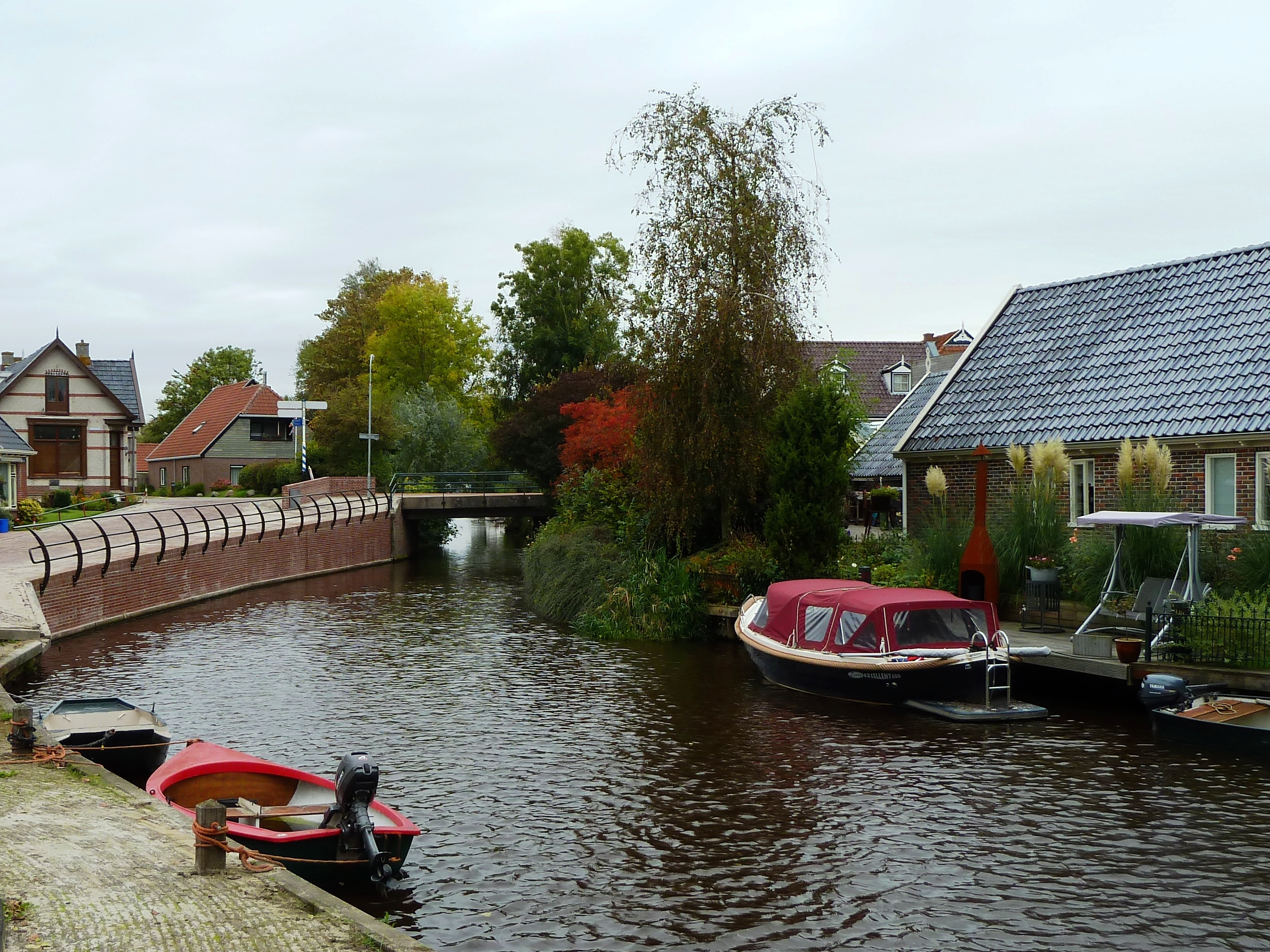
Hoerediep bij Niezijl

## Kerkelijk leven
De huidige hervormde kerk van Niezijl dateert uit 1661 en verving een goedkoop gebouw uit 1650 dat al snel te klein bleek. De preekstoel komt uit 17e eeuw; het orgel uit 18e eeuw en werd in 1879 verbouwd door firma Friedrich Leichel en zonen uit Arnhem. In 1791 werd een armenhuis gesticht door de kerkelijke diaconie, dat in 1912 werd vervangen door een gasthuis. Na de afscheiding van 1834 werd in 1851 een gereformeerde kerk gesticht, die naast Niezijl ook Grijpskerk (tot 1901), Kommerzijl (tot 1912), Noordhornertolhek en Oldekerk en omgeving (tot 1860) tot haar kerkgemeente had. In 1892 telde de gemeente 1300 leden. Oorspronkelijk had de kerk dan ook twee zijvleugels (afgebroken vóór 1964). Na de vrijmaking van 1944 verkreeg de vrijgemaakte kerk de zeggenschap over het gebouw en werd in 1951 een nieuw gereformeerd kerkgebouw gesticht aan de rand van het dorp. Alle drie kerkgebouwen zijn of buiten gebruik of worden alleen nog bij speciale bijeenkomsten gebruikt. De Vrijgemaakte kerk uit 1851 is eigendom van de organist en kerkmusicus Sietze de Vries, die het orgel van Marten Eertman uit 1906 heeft gerestaureerd en verbouwd en in de kerk nog enkele orgels en muziekinstrumenten in gebruik heeft genomen.

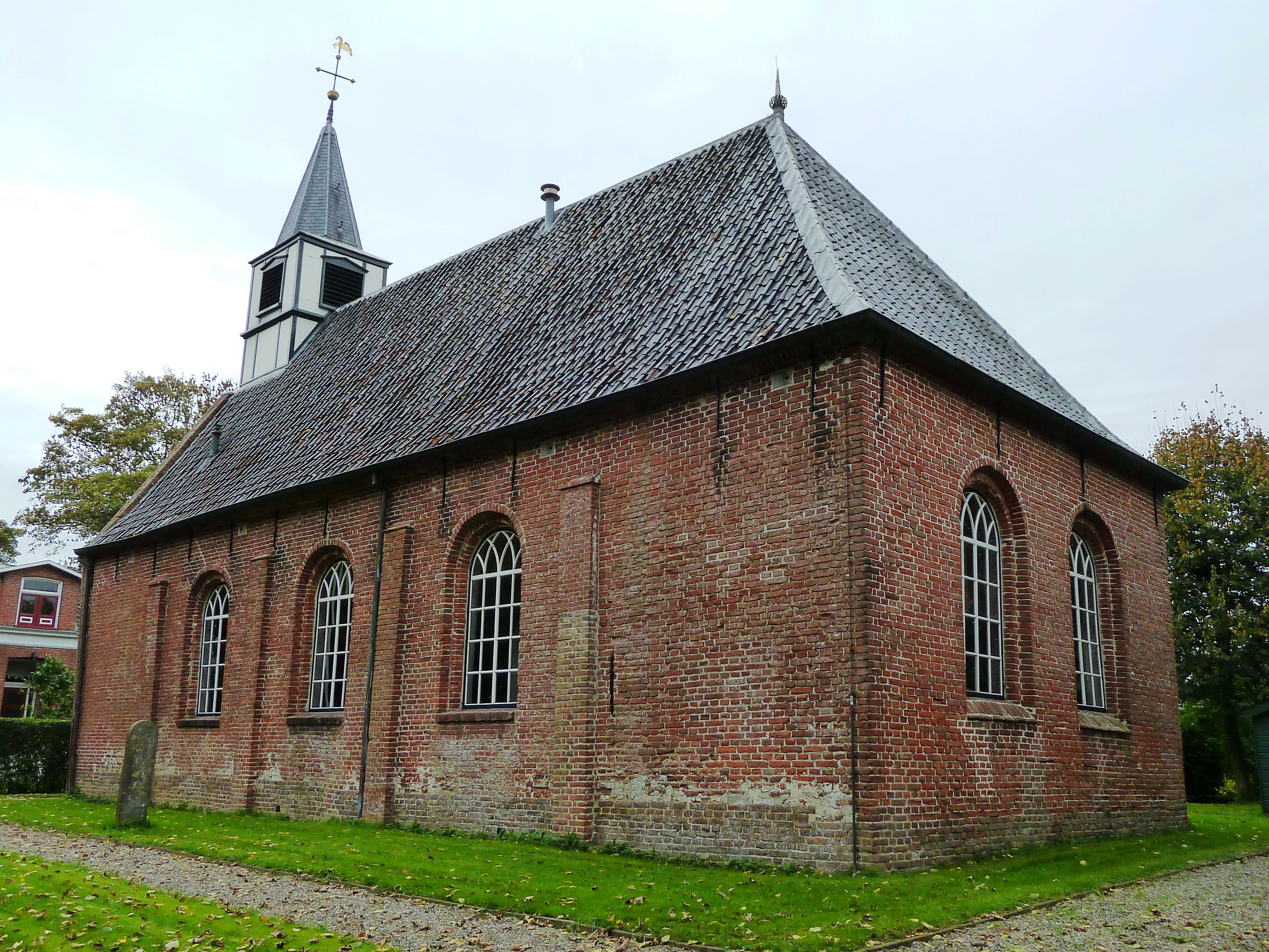
Hervormde kerk uit 1661
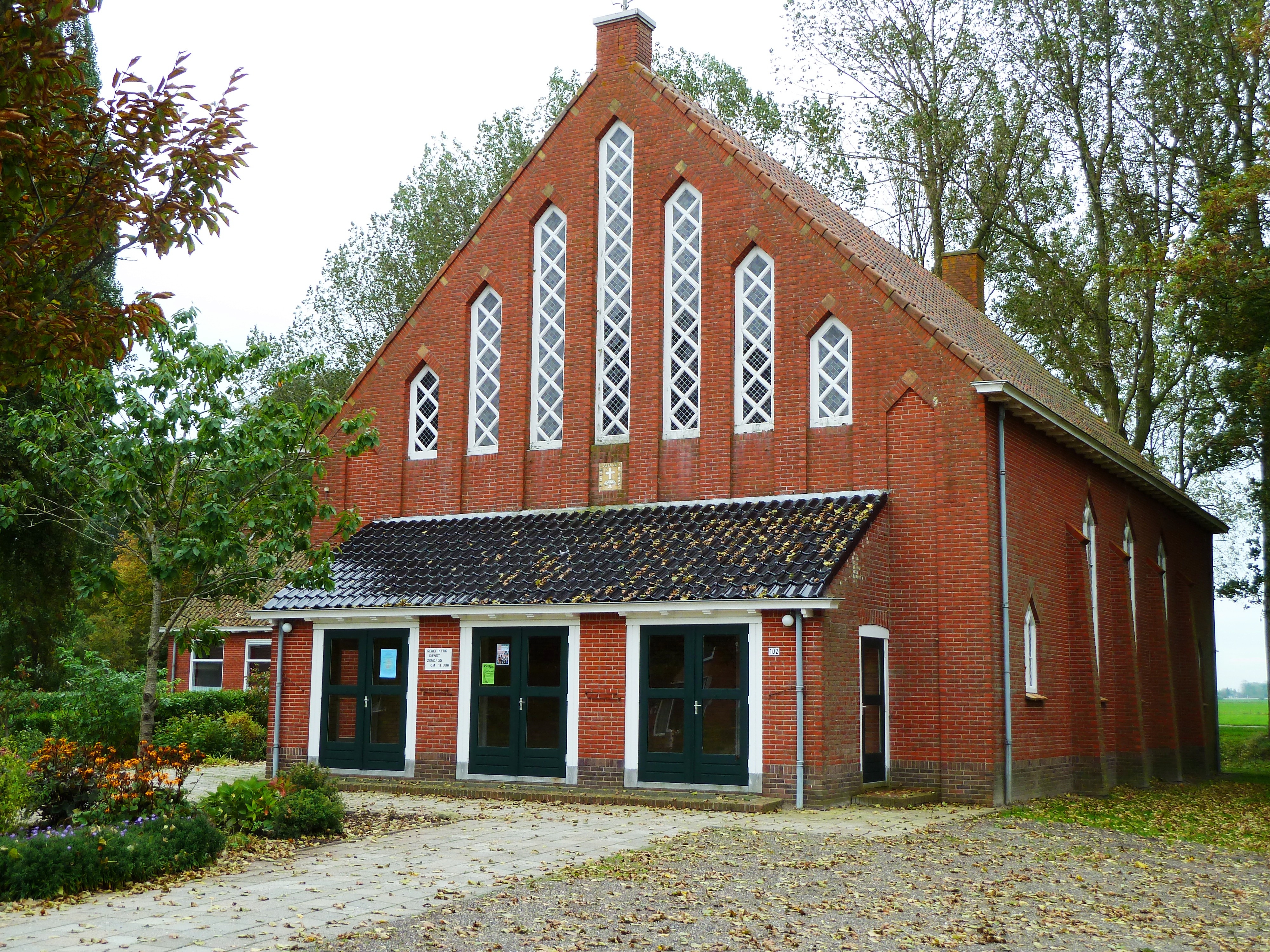
Gereformeerde kerk uit 1951
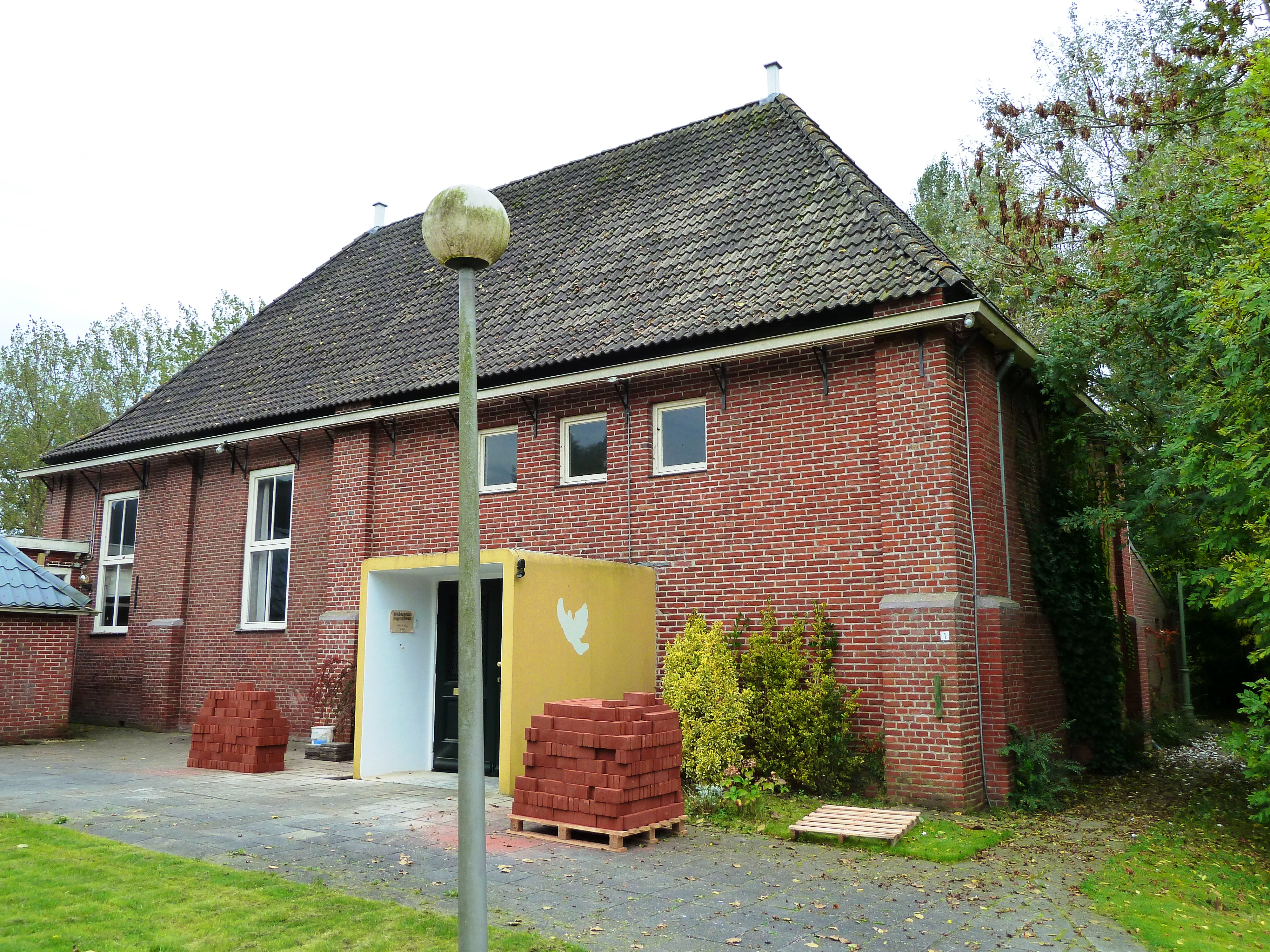
Vrijgemaakte kerk uit 1851
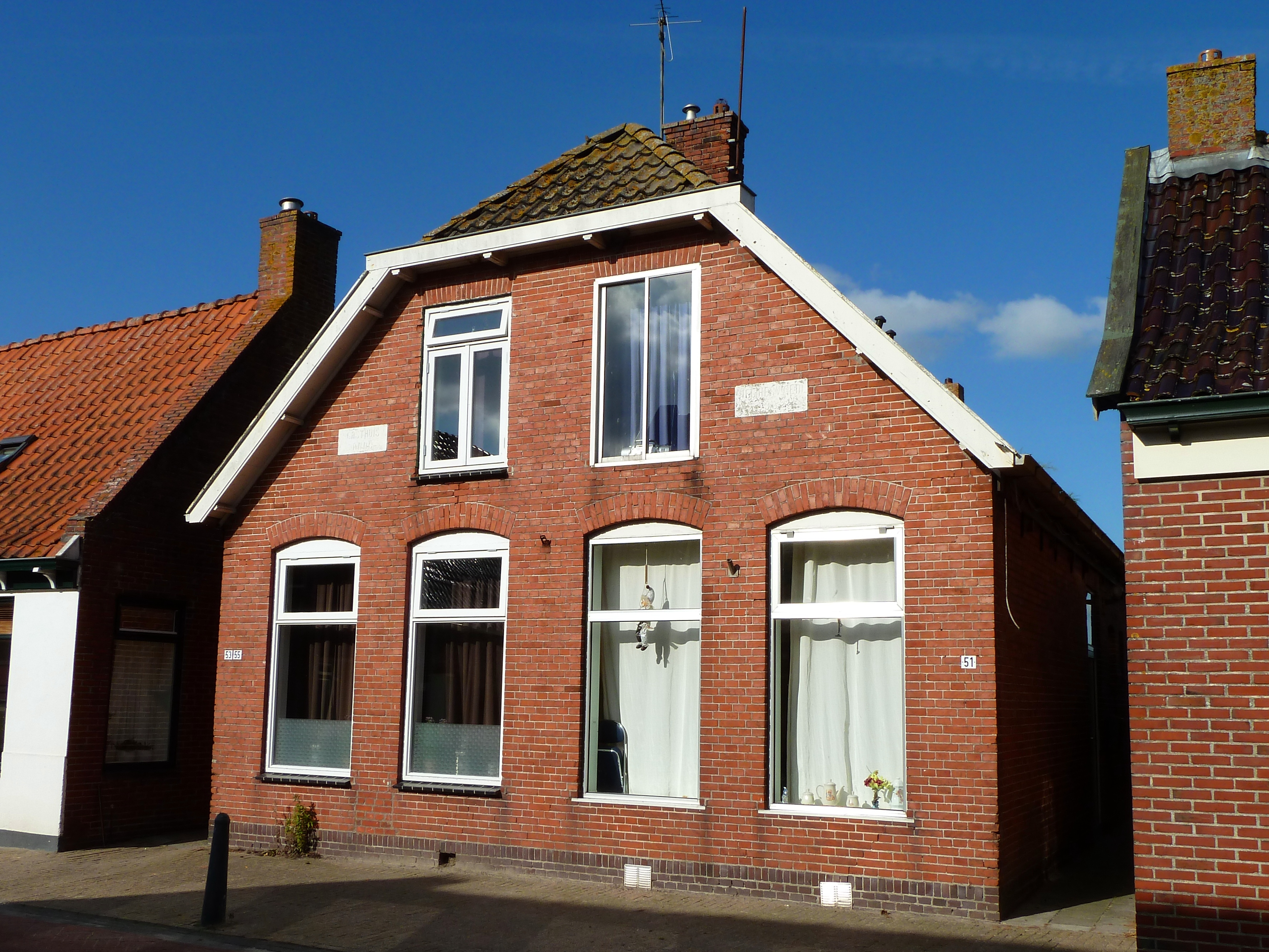
Gasthuis van de hervormde kerk

## Geboren
- Marlene Bakker (1984), zangeres